# Estadio Libertador General San Martín
El Estadio General José de San Martín es un estadio de fútbol perteneciente al Atlético Club San Martin de Mendoza y está ubicado en la intersección entre Calle Boulogne Sur Mer y Lavalle, en el departamento de General San Martín.

## Historia
El primer recinto deportivo fue inaugurado en 1922 en la intersección de las calles Avellaneda y Boulogne Sur Mer donde, desde la fundación del club en 1927, San Martín hizo de local hasta 1956.
El 20 de diciembre de 1947 se realiza la compra de poco más de 2 hectáreas y media en la esquina de Boulogne Sur Mer y Lavalle donde se proyectó el estadio y sede del club.
El estadio Libertador General San Martín fue un ambicioso proyecto para la época durante la presidencia de Heytel Stoisa. El dinero necesario fue conseguido a partir de un importante préstamo del Superior Gobierno de la Nación, mediante decreto N° 1010 del 23/01/1951, además de la colaboración de simpatizantes y empresas de la zona. También la comisión directiva de San Martín realizó una rifa, en la que se sorteaba un fabuloso automóvil Chevrolet modelo 50' fleetline de luxe.

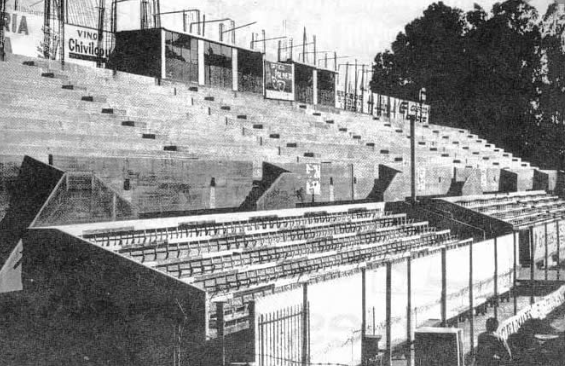
Estadio Libertador General San Martín en construcción en 1955

El estadio fue finalizado el 1 de abril de 1956 y su partido inaugural fue ante San Martín de San Juan el 9 de abril del mismo año. Como el préstamo fue otorgado durante la presidencia de Juan Domingo Perón, se pensó en su nombre para el bautismo del estado. Finalmente el estadio fue bautizado como Libertador General San Martín, en honor al prócer argentino.
Inicialmente se construyó, de hormigón, la platea alta bautizada con el nombre del presidente Heytel Stoisa y la platea baja bautizada con el nombre Abbala Badui y, de madera, la popular este.
El 21 de septiembre de 1980, San Martín recibe a Argentinos Juniors por el Torneo Nacional de ese año con la visita de Diego Armando Maradona. El partido fue empate 1 a 1, donde se recuerda el remate de Diego desde mitad de cancha que se estrelló en el travesaño.
En 1993, se construyó la tribuna norte de hormigón bautizada con el nombre Raúl Cvetnic y cinco años más tarde la tribuna sur, también de hormigón, bautizada con el nombre Juan Carlos Luque.
En el año 2010 se retiraron los viejos tablones de madera de la tribuna este debido su mal estado. Es un anhelo de la institución poder reconstruir esta tribuna de hormigón, pero debido a los malos resultados deportivos y una convocatoria que no justifica la inversión, se ha preferido destinar el dinero en otras prioridades como por ejemplo el hotel deportivo, gimnasio, riego por aspersión y mejoramiento de las instalaciones en general.

## Descripción
- Tiene una capacidad de 10,000[5]espectadores, aunque antiguamente era mayor, debido a que en 2010 fueron removidos los tablones de madera de la tribuna este.

- Cuenta con cinco torres para iluminación artificial, una en cada esquina y una en la línea central del campo, lo que lo hace apto para jugar de noche y transmitir los partidos por televisión.

- Posee 10 cabinas de transmisión y 4 baños ubicadas en la platea y popular sur.

- Debajo de la platea se ubican los vestuarios local y visitante con 100 metros cuadrados de espacio.

- Cuenta además con un hotel deportivo[6] para albergar a los deportistas.

- El campo de juego es de césped natural y posee riego por aspersión.[7]